# 김원태 (축구인)
김원태(한국 한자: 金元泰, 1972년 5월 6일 ~ )는 대한민국의 전 축구 선수이며, 포지션은 공격수였다.